# 三峽汽車運輸合作社
三峽汽車運輸合作社曾是大台北地區公車客運經營者之一，1961年於臺北縣三峽鎮成立，當初由該社理事主席胡慎之等數位退除役軍人籌資經營。1974年3月，由於經營困難，三峽汽車運輸合作社分別改組為三峽客運（後更名為海山客運，已於1991年被併入台北客運）及淡水汽車運輸合作社（即今淡水客運），相關路線也進行整併。

## 相關路線
- 淡水－淡海
- 鶯歌－樹林
- 三峽－鶯歌
- 板橋－新莊
- 萬華－桃園→與台灣省政府公路局（今交通部公路總局）一區運輸處聯營
- 萬華－板橋→與台北客運聯營
- 桃園－石門水庫→與桃園客運聯營
- 石門水庫道路→與新竹客運聯營